# Diorama (groupe)
Pour les articles homonymes, voir Diorama (homonymie).
Diorama est un groupe allemand de dark wave, originaire de Francfort-sur-le-Main.

## Histoire

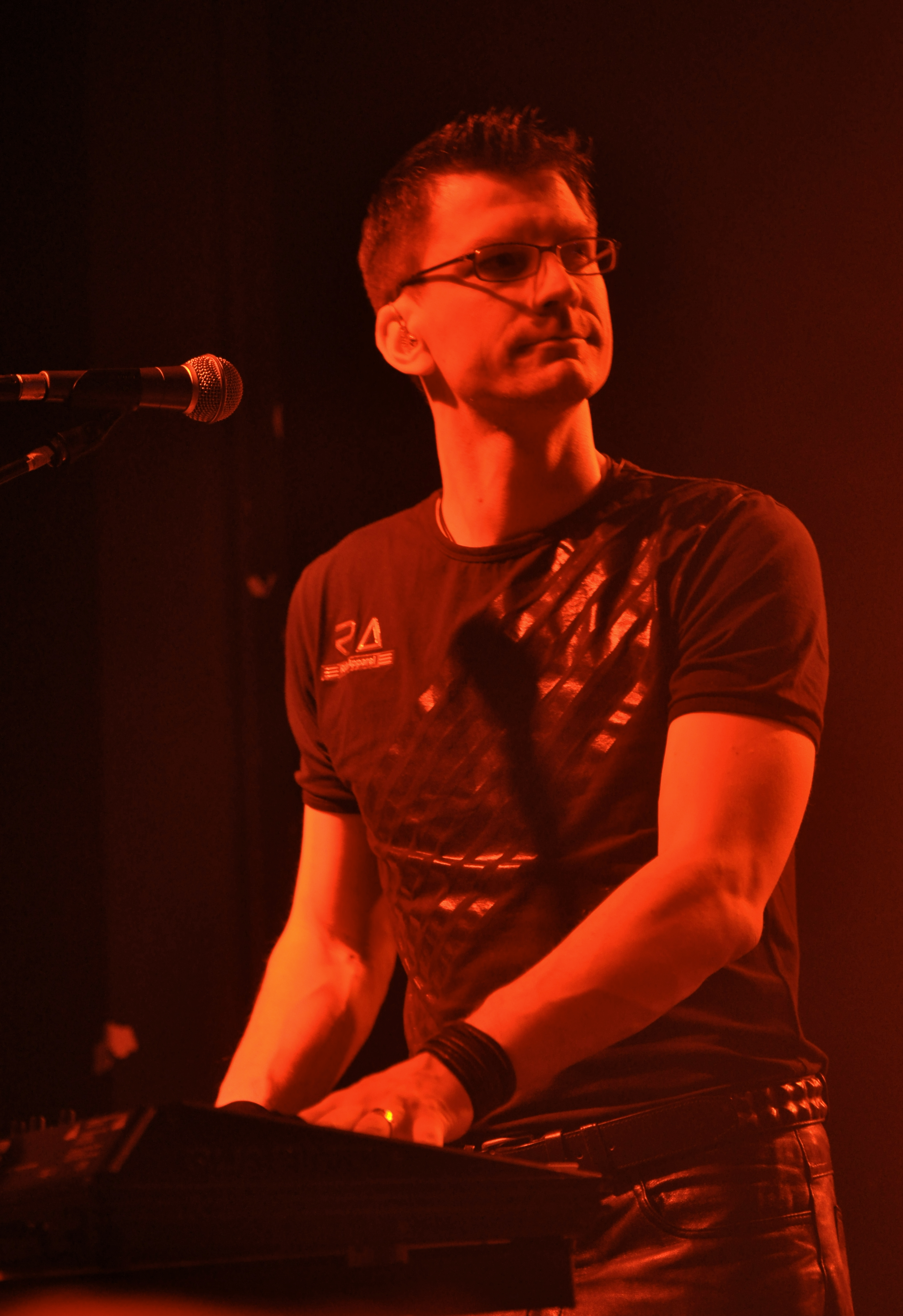
Felix Marc au clavier lors du festival E-tropolis 2013, Berlin.

Diorama est formé en 1996 par Torben Wendt, qui suit une formation de piano classique pendant 13 ans et dont les autres origines musicales étaient en outre le punk rock et la trance.
Après la publication de la démo Leaving Hollywood, le label Accession Records se montre intéressé et Adrian Hates (Diary of Dreams) est engagé comme producteur pour le premier album Pale, qui sort en 1999doesn. En 2000, Diorama part en tournée en première partie de Diary of Dreams et Wendt se contente d'accompagner les morceaux exclusivement au piano. L'année suivante, l'album Her Liquid Arms est publié, qui se distingue nettement du premier album par son orientation électronique,. L'album atteint le top 10 des charts alternatifs allemands ; Felix Marc rejoint le groupe en tant que coproducteur et chanteur.
En 2002, l'album The Art of Creating Confusing Spirits est la première collaboration avec le bassiste Bernhard le Sigue. À la fin de l'année, le groupe est reparti en tournée en Allemagne et en Europe avec Diary of Dreams. En 2003, un quatrième membre, Sascha Judt (Sash Fiddler), qui avait déjà travaillé avec Bernard le Sigue, rejoint le groupe.
En avril 2005, Diorama sort son quatrième album Amaroid et, quelques mois plus tard, repale, une compilation de divers remixes d'albums précédents ainsi que de chansons inédites. En octobre 2006, le groupe a annoncé le départ de Bernard le Sigue ; les raisons n'ont pas été mentionnées.
Après quelques remixes, par exemple pour daVOS (What I Prefer) ou Frozen Plasma (Hypocrite), une contribution à la compilation Accession Records - Sampler Vol. 3 (The Pulse of Life) ainsi qu'une collaboration avec Painbastard (Torn), le groupe sort l'album A Different Life en 2007. Suivent les albums Cubed (2010), Even the Devil Doesn't Care (2013) et Zero Soldier Army (2016),. La même année, le groupe fête son vingtième anniversaire.
Au cours de ces 20 années d'existence, Diorama a donné plus de 200 concerts live dans plus de 20 pays. 

## Discographie

### Albums studio
- 1999 : Pale
- 2001 : Her Liquid Arms
- 2002 : The Art of Creating Confusing Spirits
- 2005 : Amaroid
- 2005 : Repale
- 2005 : Pale (Re-Release)
- 2007 : A Different Life
- 2010 : Cubed (White Edition)
- 2010 : Cubed (Black Edition)
- 2013 : Even the Devil Doesn't Care
- 2016 : Zero Soldier Army
- 2020 : Tiny Missing Fragments
- 2022 : Fast Advance Fast Reverse

### EP
- 2001 : Device
- 2007 : Synthesize Me
- 2010 : Child of Entertainment